# Museum van het kustvolk
Het Museum van het Kustvolk (Ests: Rannarahva muuseum) is gevestigd in het historische Estse dorp Pringi, in de gemeente Viimsi. Het vindt zijn oorsprong als het Museum van Voorbeeldvisserij, opgericht op 15 december 1971, dat deel uitmaakte van de nabijgelegen Kirov Collectieve Visserij. Na de val van de Sovjet-Unie in 1991 werden alle collectieve boerderijen en visserijen gesloten, en daarmee sloot ook het museum zijn deuren.
In 1993 werd de gehele museumcollectie overgenomen door de gemeente Viimsi en werd het onderdeel van het recent opgerichte Viimsi Museum in kasteel Viimsi. Toen het Viimsi Museum op 1 maart 2001 verderging als het Ests oorlogsmuseum, moest er een nieuw onderkomen worden gevonden voor de museumstukken. In 2003 werd de collectie verplaatst naar een oud schoolgebouw in het dorp Pringi, dat na een grondige renovatie in 2004 werd geopend als het Museum van de Lokale Geschiedenis. In 2009 werd besloten om de huidige naam aan te nemen en een sterkere focus te leggen op de geschiedenis en cultuur van de Estse visserij en kustbewoners. De tentoonstellingen, educatieve programma's en evenementen van het museum zijn gericht op het tonen van de levensstijl en tradities van de kustgemeenschappen, evenals de hedendaagse kustcultuur van het gebied.
Naast het beheren van het Museum van het Kustvolk, heeft het museum ook de verantwoordelijkheid voor het Openluchtmuseum van Viimsi en het Naissaar-museum. 